# Valentin Kiparsky
Valentin Julius Alexander Kiparsky, född 4 juli 1904 i Sankt Petersburg, död 18 maj 1983 i Helsingfors, var en ryskfödd finländsk slavist. Han var verksam vid Helsingfors universitet och intresserade sig huvudsakligen för ryska språket och litteraturen.

## Levnadsöde
Kiparsky var på fädernet av balttysk släkt, med ursprung i Polen. Hans far, René Kiparsky, var en känd gynekolog. Modern, Hedvig Maria Thusnelda von Sturtzel, var ryskfödd tyska som innan äktenskapet undervisade i tyska vid Smolnyjinstitutet. Familjen var lutheraner och talade tyska hemma, men den unge Kiparsky lärde sig också ryska och franska; han hade en fransk guvernant sedan femårsåldern. Han gick först i S:t Annaskolan. När han var åtta år kom han in på Sankt Petersburgs tyska läroverk, där han fick börja direkt i tredje klass. Familjen flyttade till Finland 1918 och Kiparsky avlade studentexamen vid Viborgs realskola, jordbruks- och handelslyceum (finska: Viipurin Reaalikoulu, Maanviljelys- ja Kauppalyseo) 1926.
Åren 1926–1929 studerade han vid Helsingfors universitet. Hans huvudämne var germansk filologi under ledning av Tor Karsten och Pekka Katara, men han läste även slavistik för Jooseppi Julius Mikkola, sanskrit och jämförande indoeuropeisk språkforskning för Julio Reuter samt romersk litteratur för Edwin Linkomies. Han påbörjade även studier i romanistik men avbröt dem på grund av meningsskiljaktigheter med professor Axel Wallensköld.
År 1928 erhöll han finländsk medborgarskap. Ett år senare blev han medlem av Nyfilologiska föreningen i Helsingfors.
Efter avlagd kandidatexamen begav han sig på en studieresa till Tjeckoslovakien. Under studierna i Prag 1930–1931 kom han i kontakt med Prags lingvistiska cirkel, vars idéer tog han med sig hem till Finland. Artikeln Johdatusta fonologiaan ("Inledning till fonologi") blev landets första större arbete skrivet i strukturalisk anda och publicerades 1932 i tidskriften Virittäjä trots redaktionens initiala motstånd. Under samma period publicerade han en annan vida citerad artikel, Über Neologismen im Tschechischen, om neologismer i det tjeckiska språket.
Under sin tid som praktikant vid den ryska avdelningen vid Helsingfors universitetsbibliotek 1934–1935 utvecklade han en intresse för rysk litteratur.
Han blev filosofie doktor 1935. Åren 1935–1938 studerade han i Baltikum och Ostpreussen på ett stipendium från kammarrådet Herman Rosenberg. I Lettland läste han baltisk filologi under Jānis Endzelīns, lettiska under Ernests Blese, baltisk historia under Leonid Arbusow och Östeuropas förhistoria under Carl Engel; i Königsberg baltisk filologi under Georg Gerullis och slavisk dito under Karl Heinrich Meyer.
År 1941 konkurrerade han om professuren i slaviska språk vid Lunds universitet med Knut-Olof Falk och Allan Ringheim. Bägge två återkallade sina ansökningar och Kiparsky förklarades sakna den skicklighet som enligt regeringsformen krävdes för att en utländsk medborgare skulle kunna utnämnas till professor i Sverige, varför tjänsten utlystes på nytt. I den andra omgången förklarades Kiparsky besitta den nödvändiga kompetensen men fortfarande inte uppfylla regeringsformens krav, och professorsstolen gick slutligen till Knut-Olof Falk.
Åren 1938–1947 verkade Kiparsky som docent i slavisk-baltisk språkvetenskap vid Helsingfors universitet. Han var 1947–1958 professor i ryska språket och litteraturen där, 1952 gästprofessor vid universitetet i Indiana och 1961–1962 i Minnesota, 1952–1955 professor i Birmingham, 1958–1963 professor i slavistik vid Freie Universität i Berlin och 1963–1974 återigen i slavisk filologi vid Helsingfors universitet.
Han tjänstgjorde som föreståndare för första avdelningen vid Sovjetinstitutet i Helsingfors från dess grundande 1947 till 1950. Bakgrunden till att han lämnade tjänsten var att han drog på sig stark kritik av en rysk forskare efter att ha publicerat en artikel där han menade att några ryska flodnamn hade skandinaviskt ursprung.
År 1966 utsågs han, jämte Peeter Arumaa och Gunnar Jacobsson, till sakkunnig vid tillsättandet av professuren i slaviska språk vid Stockholms universitet.
Kiparsky mottog hedersdoktorstitlar från universiteten i Poznan 1973 och Stockholm 1975. Han tilldelades akademikers titel 1977.
Valentin Kiparsky var gift två gånger, första gången med Kira Kossovitsch från 1926 till skilsmässan 1932, och andra gången från 1940 med Aina Dagmar Jaatinen.  Med sin andra fru fick han sonen Paul Kiparsky som även han blev språkvetare.

## Forskning
Kiparsky var en produktiv forskare känd för sin flerspråkighet. Han publicerade cirka 400 arbeten, varav nio större monografier, på sammanlagt 16 språk, och sägs ha behärskat minst 14 språk – inklusive alla de slaviska språken – flytande. Hans forskning sträckte sig över lingvistikens olika områden.
Till en början ägnade han sig åt studiet av lånord, bland annat i doktorsavhandlingen Die gemeinslavischen Lehnwörter aus dem Germanischen (1934). I detta omfångsrika arbete som kom att betraktas som ett standardverk inom området behandlade han alla de protoslaviska ord som skulle kunna tänkas ha germanska rötter. Hälften av avhandlingen ägnades åt att leda i bevis att stora grupper ord som vid den tiden ansågs vara germanska lånord omöjligen kunde vara det. Till germanska språk återkom han i ett annat utförligt arbete, Fremdes im Baltendeutsch (1936), i vilket han behandlade lånord i den baltiska varianten av tyska.
Hans huvudarbete blev dock Russische historische Grammatik (1963–1975) i tre band, av vilka det första, som behandlade utvecklingen av ryskans ljudsystem, blev mest uppmärksammat – det var den första systematiska fonologiska studie som skrivits av en finländsk forskare. Ett annat betydande arbete om ryska som han publicerade var Der Wortakzent der russischen Schriftsprache (1962), i vilket han delade in ryskans ord enligt hur de betonas.
Som etymolog intresserade han sig bland annat för ryska efternamn och skapade ett kartotek på 60 000 uppslag som skulle utgöra underlag till en etymologisk efternamnordbok. Denna publicerades dock aldrig; det enda som blev av projektet var några smärre artiklar om efternamn härrörande från olika duvraser.
Inom litteraturområdet kan nämnas bland annat skrifterna Suomi Venäjän kirjallisuudessa (1945), Norden i den ryska skönlitteraturen (1947) och English and American Characters in Russian Fiction (1964) i vilka Kiparsky utländska gestalters roll i den ryska litteraturen. Dessutom nominerade han två ryska författare till Nobelpriset i litteratur: Michail Sjolochov och Leonid Leonov, bägge två såväl 1949 som 1950.